# Nordic Regional Airlines

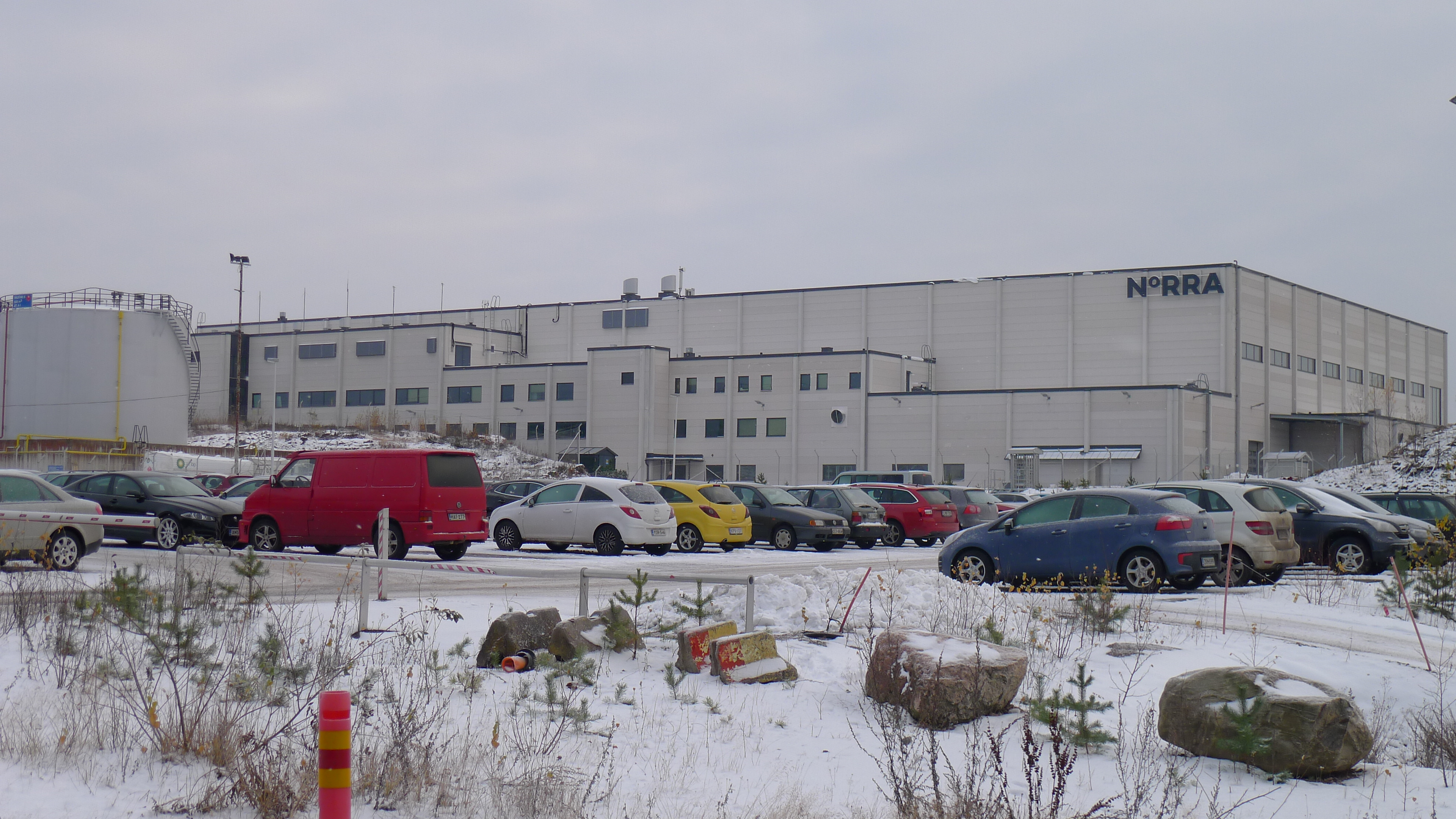
Siedziba główna firmy Nordic Regional Airlines

Nordic Regional Airlines (Norra, stylizowane jako  N°RRA, do 2015 Flybe Nordic) – fińskie linie lotnicze, należące do Finnair i DAT. Głównym hubem linii jest port lotniczy Helsinki-Vantaa.

## Historia
Linie Flybe Nordic powstały 1 lipca 2011 za sprawą Finnair (40% udziałów) i Flybe (większościowy pakiet 60%), które kupiły linię Finncomm Airlines. 30 października rozpoczęły funkcjonowanie. W 2015 zmieniono nazwę na Nordic Regional Airlines, w  związku z przejęciem własności w całości przez Finnair. W 2018 większościowe udziały zostały sprzedane duńskiej linii lotniczej Danish Air Transport.

## Flota
Według stanu na listopad 2024 flota Nordic Regional Airlines składała się z 24 samolotów o średnim wieku 16 lat:
| Samolot      | Samolot | Samolot   | Liczba miejsc | Liczba miejsc | Uwagi |
| Model        | Aktywne | Zamówione | E             | Łącznie       | Uwagi |
| ------------ | ------- | --------- | ------------- | ------------- | ----- |
| ATR 72-500   | 12      | -         | 68            | 68            |       |
| ATR 72-500   | 12      | -         | 72            | 72            |       |
| Embraer E190 | 12      | -         | 100           | 100           |       |
| Łącznie      | 24      | 0         |               |               |       |